# Toronaeus sumptuosus
Toronaeus sumptuosus är en skalbaggsart som beskrevs av Lane 1973. Toronaeus sumptuosus ingår i släktet Toronaeus och familjen långhorningar. Inga underarter finns listade i Catalogue of Life.